# Los recuerdos del porvenir
Los recuerdos del porvenir es la primera novela publicada por la escritora mexicana Elena Garro. Esta obra obtuvo el premio Xavier Villaurrutia en 1963.

## Antecedentes
Elena Garro nació en Puebla de los Ángeles el 11 de diciembre de 1916. Pasó su infancia en la Ciudad de México. Durante la Guerra Cristera, su familia se trasladó a Iguala, en el estado de Guerrero. Dado que vivió parte importante de su infancia en Iguala, Guerrero, es ahí de donde surgen muchas de sus historias. 

Escudo de la Universidad Nacional Autónoma de México

Siendo joven viajó a la Ciudad de México para estudiar literatura, coreografía y teatro en la Universidad Nacional Autónoma de México (UNAM).

## Estructura
El libro está dividido en dos partes. La primera parte contiene catorce capítulos en los que se nos cuenta la regencia de los militares en Ixtepec y sobre Francisco Rosas, un sanguinario general, que asume el gobierno del pueblo junto con sus hombres. La segunda parte nos remite a la decadencia del general Rosas despechado y cruel por el abandono de su amante que comienza a hostigar al pueblo de Ixtepec.  

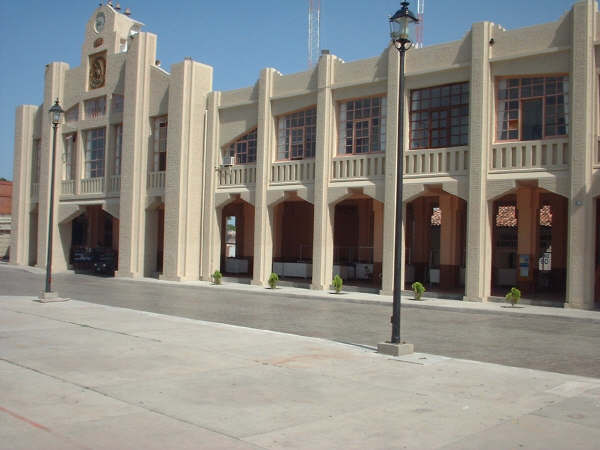
Fotografía del Palacio Municipal de Ciudad Ixtepec

### Trama
El libro versa acerca de la historia de los hermanos Moncada durante el episodio de la historia conocido como Guerra Cristera en Ixtepec, un pueblo escondido en el territorio mexicano, quien es el que cuenta su historia y la de sus habitantes, nos habla del sangriento general Francisco Rosas, su querida Julia que poseía una misteriosa belleza, sus generales y de las queridas de estos. 
El texto narra que desde la llegada de los militares, el pueblo vive oprimido por el miedo (esta oposición es en cierto modo una réplica a la historia oficial de la Revolución mexicana, en la que los militares revolucionarios serían, precisamente, los representantes del pueblo). El general Rosas, quien domina el pueblo, siembra las calles del pueblo con cadáveres a causa de su amor por Julia mientras que ella vive resignada a estar con él, pero todo eso cambia al llegar Felipe Hurtado, un extranjero, que cambia la monotonía que se tenía en el pueblo. 
El extranjero llega en un contexto difícil. Al arribar al pueblo accede al Hotel Jardín, hogar de los militares y sus queridas, ahí habla con Julia a quien parece conocer, lo que desata la incertidumbre del general quien lo desprecia. Después del encuentro con el general en el hotel, se entrevista con Juan Cariño quien es un loco al que pusieron el título de Presidencial municipal. Finalmente llega al hogar de los animalitos, la casa más grande de Ixtepec donde es bien sabido que el patrón, don Joaquín Meléndez, tiene la maña de recoger a desvalidos y otorgarles un techo, sean animales o personas. 
En el pueblo surgen acontecimientos que acaban aún más con la tranquilidad. Por ejemplo, el asesinato del panadero Ignacio a manos de los pistoleros de Rodolfo Goríbar, quien lo asesinó por haber dicho algo antes de entrar a misa que no le gustó al hacendado. Posteriormente el capitán Damián Álvarez fue muerto por el general Francisco Rosas en la plaza principal luego de que este creyera que intentaba escaparse con Julia, cuando su intención sí era fugarse, pero con Antonia, la querida del coronel Justo Corona. 
Hurtado le brinda al pueblo cierta alegría a través del teatro y de su poesía, pero todo esto cambia de pronto un día cuando los celos de Rosas lo superan y decide buscar a Hurtado a casa de don Joaquín y doña Matilde Moncada (quien es hermana de Martín Moncada, padre de los hermanos Moncada, Nicolás e Isabel) decidido a asesinarlo. Sin embargo, teniéndolo en frente de él, el tiempo se detiene y desaparece sin ninguna explicación. Después, se cuenta, se le vio saliendo del pueblo llevándose a Julia con él.
Después de la partida de Julia, el general Rosas, despechado y cruel, comienza a hostigar al pueblo. Las acciones de Rosas llegan a tal punto que cierra la iglesia y manda matar al sacristán y al sacerdote, aunque sólo logra su cometido con el primero. El general sospechando que el pueblo protege al sacerdote busca la manera de encontrar el lugar en el que lo esconden, lo cual se descubre durante una fiesta, en la que Rosas apresa y mata a los involucrados, excepto por Nicolás Moncada dado que era el hermano de Isabel, de quien Rosas se enamora después de la partida de Julia, por lo que al final decide dejarlo ir. Sin embargo el joven regresa para ser ejecutado. Por lo que al final Isabel Moncada al ser testigo de lo sucedido a su hermano y sintiéndose culpable por amar a su asesino, Isabel, se convierte en piedra, mientras que Rosas dejó de ser lo que antes era para finalmente un día desaparecer.

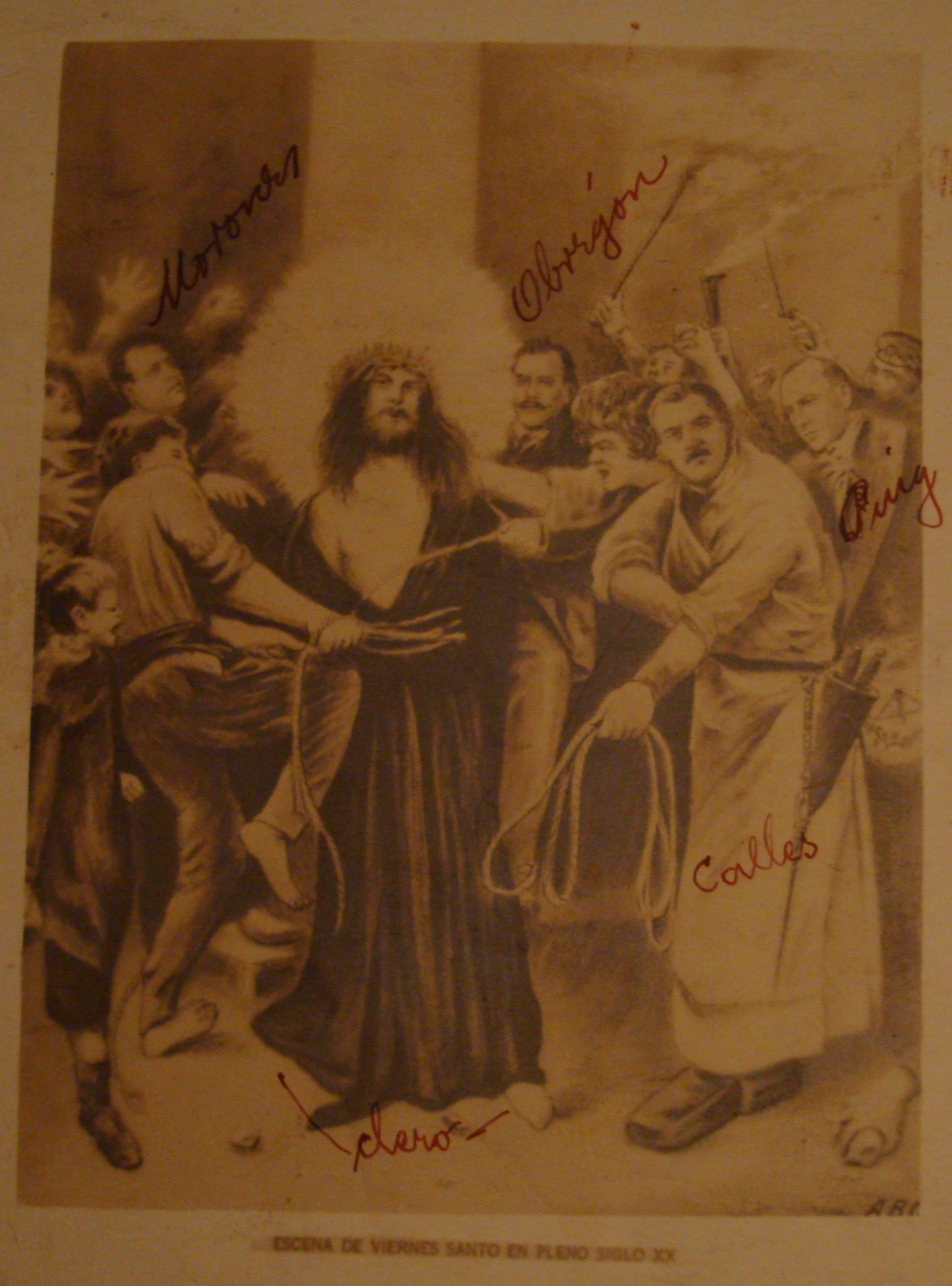
Documento de la Guerra cristera (México, 1926-1929): Fotomontaje cristero, sin firma reconocible evidente ni data, conjeturablemente producido durante el período presidencial de Plutarco Elías Calles (1924-1928), en algún momento de la guerra cristera, antes del fin del período de Calles (entre 1926-1928): "Escena de Viernes Santo en pleno siglo XX", del archivo del Presbítero mexicano Jesús María Rodríguez †. No menos de 70 años de antigüedad.

## Personajes principales
- General Francisco Rosas: Es un militar de mediana edad que toma el papel de gobernador del pueblo de Ixtepec; está enamorado de Julia, su querida.
- Isabel Moncada: Comienza siendo una niña para más adelante ser una mujer segura de sí misma e inteligente adelantada a su época, al final se enamora del general Francisco Rosas.
- Julia Andrade: Es la querida del general Francisco Rosas, posee una belleza extrema y un carácter muy especial que aunque parece ser sumisa termina por obtener lo que quiere.
- Felipe Hurtado: Es un hombre lleno de alegría que da esperanza al pueblo a su llegada y que se enamora de Julia, con la que termina escapándose.
- Nicolás Moncada: Es el hermano de Isabel, joven celoso, valiente y sobreprotector. Quiere mucho a sus hermanos, especialmente a Isabel. Al final termina por aceptar su muerte a manos del general Rosas.
- Juan Cariño: Es el loco de Ixtepec. Le llaman presidente municipal y vive en la casa de las Cuscas (un burdel) al que él mismo se refiere como presidencia. Cree que su misión es hacer de Ixtepec un mejor lugar, para ello va de calle en calle y recoge las "malas palabras" para encerrarlas en sus diccionarios.
- Rodolfo Goríbar: Terrateniente de Ixtepec que se aprovecha de la influencia que tiene sobre el general para ampliar sus tierras cuando se le viene en gana.

## Trascendencia
Lo extraordinario de Los recuerdos del porvenir estriba en que además de mostrarnos que la realidad política, económica y social del México de ayer no es diferente a la de hoy.[cita requerida]
La novela se vale de los mitos y tradiciones del mundo prehispánico sincretizados con el pensamiento occidental: es decir, recupera la dualidad mexicana en todas sus dimensiones. Patricia Rosas Lopátegui Nuevos recuerdos del porvenir
Los recuerdos del porvenir es "una de las creaciones más perfectas de la literatura hispanoamericana contemporánea". Octavio Paz
"Un realismo que anula el tiempo y el espacio, que salta de la lógica al absurdo, de la vigilia a la ensoñación y al sueño". Emmanuel Carballo
"En su interpretación del pasado [...] de México, Elena Garro es aún más amargamente crítica de la Revolución en conjunto, que contemporáneos suyos como Mojarro, Galindo, Fuentes, Rosario Castellanos y otros". Joseph Sommers